# Andy Böhme
Andy Böhme (Salzwedel, 26 de abril de 1970) es un deportista alemán que compitió en skeleton. Ganó dos medallas en el Campeonato Mundial de Skeleton, oro en 2000 y plata en 1999.

## Palmarés internacional
| Campeonato Mundial | Campeonato Mundial   | Campeonato Mundial | Campeonato Mundial |
| Año                | Lugar                | Medalla            | Prueba             |
| ------------------ | -------------------- | ------------------ | ------------------ |
| 1999               | Altenberg (Alemania) | Medalla de plata   | Individual         |
| 2000               | Igls (Austria)       | Medalla de oro     | Individual         |